# I.Q.
I.Q (br: A Teoria do Amor; pt: O Génio do Amor) é um filme norte-americano de 1994, do gênero comédia romântica, dirigido por Fred Schepisi e estrelado por Tim Robbins, Meg Ryan e Walter Matthau. A trilha sonora original é composta por Jerry Goldsmith. O filme se passa em meados da década de 1950 e apresenta uma versão fictícia de personalidades como Albert Einstein e Kurt Gödel.
As taglines do filme são Think love (Pense amor) e With Einstein as cupid what could possibly go wrong? (Com Einstein como cupido, o que poderia possivelmente dar errado?)

## Sinopse
Albert Einstein, além de um genial físico, é o gênio casamenteiro. Com a ajuda de seus colegas cientistas, tenta fazer com que sua sobrinha Catherine Boyd, uma brilhante aluna da faculdade de Princeton, se apaixone pelo amável mecânico Ed Walters. Para isso, ele tentar caracterizar Ed como um cientista e, ao mesmo tempo, tentar convencer Catherine que a vida não é tudo sobre os números, mas sobre o coração também.

## Elenco
- Tim Robbins .... Ed Walters
- Meg Ryan .... Catherine Boyd
- Walter Matthau .... Albert Einstein
- Lou Jacobi ....   Kurt Gödel
- Gene Saks .... Boris Podolsky
- Joseph Maher .... Nathan Liebknecht
- Stephen Fry .... James Moreland
- Tony Shalhoub .... Bob Rosetti
- Frank Whaley .... Frank
- Charles Durning .... Louis Bamberger
- Keene Curtis .... Eisenhower

## Alterações dramáticas
Por razões dramáticas, I.Q. ficcionaliza a vida de certas pessoas reais. Albert Einstein não tinha uma sobrinha chamada Catherine Boyd. Kurt Gödel era famoso por ser tímido e recluso, ao contrário de sua contraparte fictícia neste filme. O filme dá a impressão de que Einstein e seus amigos têm toda a mesma idade, quando, na verdade, eram entre 17 e 30 anos mais jovens que Einstein. Louis Bamberger da vida real morreu em 1944, antes do período de ambientação do filme.
Os personagens do filme ouvem "Tutti-Fruitti", de Little Richard, que foi lançado em novembro de 1955, enquanto Albert Einstein morreu em abril daquele ano.
Enquanto alguns espectadores acreditam que o personagem de Robbins pode ser visto personificando Don Vito Corleone, interpretado por Marlon Brando, de The Godfather, que foi lançado em 1972, ele estava realmente personificando o personagem de Johnny Strabler (também interpretado por Marlon Brando), de The Wild One, um filme noir americano de 1953, cuja persona se tornou um ícone cultural da década de 1950.

## Lançamento e recepção
Q.I. estreou nos cinemas no dia de Natal. Arrecadou US$3.131.201 durante seu fim de semana de abertura (25/12 a 27), ocupando o 8.ª lugar nas vendas do fim de semana de abertura para o fim de semana. Quando o filme terminou sua exibição nos cinemas, ele tinha feito US$26.381.221 no mercado interno.
O filme recebeu críticas mistas da crítica, já que Q.I. detém uma avaliação de 42% no Rotten Tomatoes de 26 críticas.

## Listas de fim de ano
- 9.ª - David Elliott, The San Diego Union-Tribune[6]
- "O segundo 10" (não classificado) – Sean P. Means, The Salt Lake Tribune[7]